# Воробьёв, Артём Игоревич
Артём Игоревич Воробьёв (15 июля 1993, Карино[уточнить], Кировская область) — российский хоккеист, нападающий.

## Биография
Начинал заниматься хоккее в клубе «Родина» (Киров), воспитанник череповецкой «Северстали». В сезонах 2010/11 — 2013/14 — игрок команды МХЛ «Алмаз». С сезона 2014/15 стал выступать за ижевскую «Ижсталь» в ВХЛ. В январе — декабре 2016 года провёл 28 матчей в КХЛ. 29 декабря 2016 года контракт с Воробьёвым был расторгнут, и он перешёл в команду ВХЛ «Ермак» Ангарск. В январе 2021 года перешёл в карагандинскую «Сарыарку», с которой стал чемпионом Казахстана. В сезоне-2021/22 играл в командах ВХЛ ЦСК ВВС Самара и «Ростов».